# Sapromyza beckeriana
Sapromyza beckeriana är en tvåvingeart som beskrevs av Baez 2000. Sapromyza beckeriana ingår i släktet Sapromyza och familjen lövflugor. Inga underarter finns listade i Catalogue of Life.